# Steyregg
Steyregg település Ausztriában, Felső-Ausztria tartományban, az Urfahrkörnyéki járásban. Tengerszint feletti magassága 259 méter, területe 33,07 km².

## Elhelyezkedése
Steyregg Engerwitzdorf, Luftenberg an der Donau és Linz településekkel határos.

## Népesség
| 2016 | 5 070 |
| 2018 | 4 889 |